# Buddismo in Mongolia

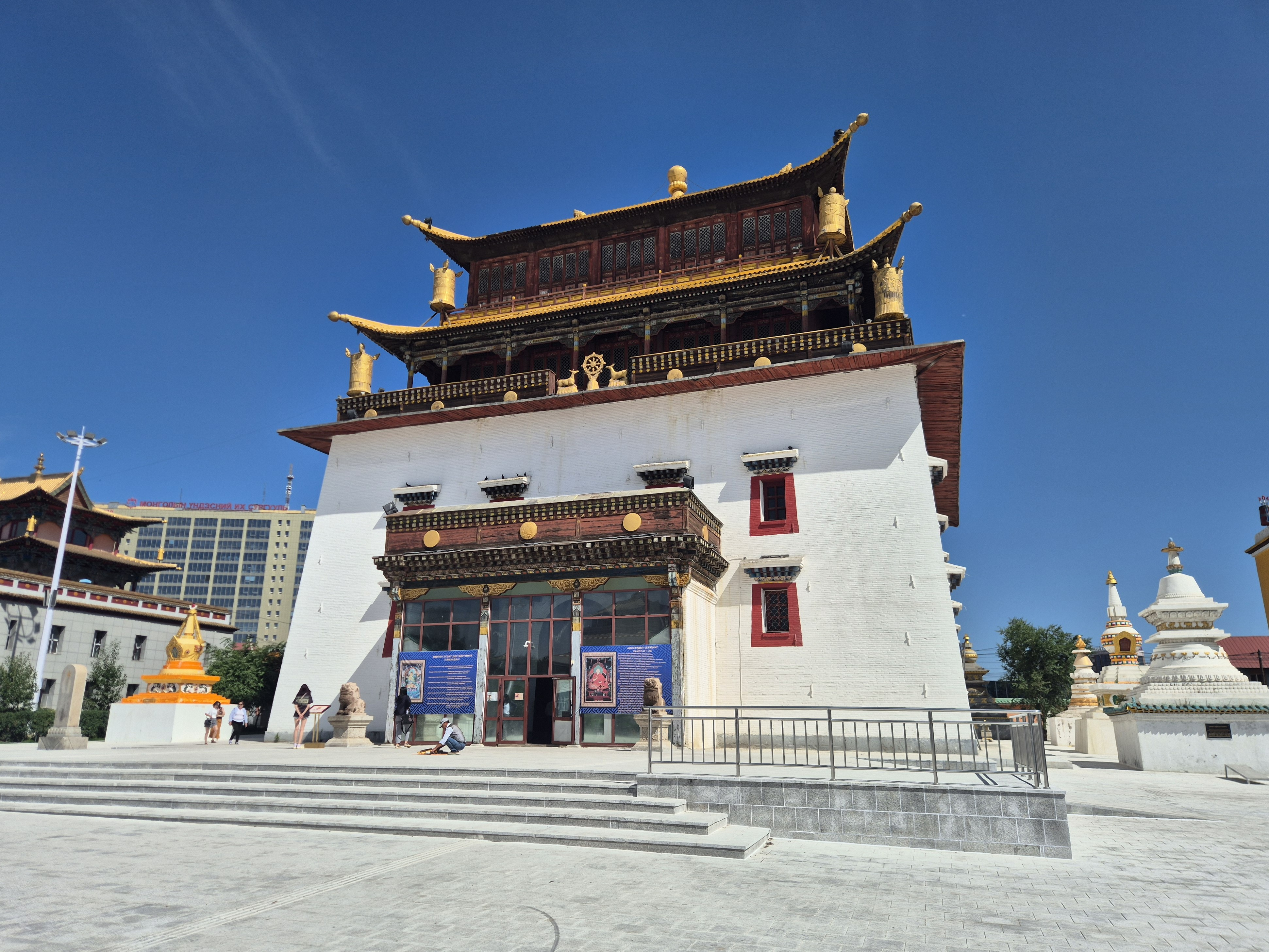
Il Monastero di Gandan nel 2025

Il buddismo tibetano è la religione più diffusa in Mongolia.

## Storia
Anticamente in Mongolia era diffuso lo sciamanesimo e alcuni elementi delle antiche credenze sono sopravvissute nel moderno buddismo mongolo, come ad esempio la danza buddhista tsam.
La comunità monastica buddhista ebbe un importante ruolo politico nella storia della Mongolia e quando nel 1911, a seguito del crollo della dinastia Qing, la Mongolia proclamò la propria indipendenza, al trono del paese ascese l'ottavo Jebtsundamba Khutuktu, il leader spirituale del buddismo tibetano in Mongolia. Alla sua morte, nel 1924, venne proclamata la Repubblica Popolare, che significò durissime persecuzioni per le autorità buddhiste nel paese, in particolare tra gli anni '30 e '40. Con il paese sotto la guida di Khorloogiin Choibalsan, fedele alleato di Stalin, le distruzioni dei templi e dei monasteri, nonché le persecuzioni dei monaci, divennero sistematiche.
Il buddismo venne comunque anche utilizzato dal regime. L'unico monastero riaperto e rimasto in funzione per tutto il periodo comunista era il Monastero di Gandantegchinlen Khiid, conosciuto anche come Monastero di Gandan, che aveva essenzialmente un ruolo di immagine.
Il buddismo ebbe comunque anche un ruolo nella politica estera del paese, come ponte con i paesi, comunisti e non, dell'Asia Orientale e del Sud-Est Asiatico. Ulaanbaatar era il quartier generale della Conferenza Asiatica Buddhista per la Pace che organizzò diversi incontri tra i buddhisti di Giappone, Vietnam, Bhutan, Cambogia e Sri Lanka e altri ancora. La Conferenza pubblicava un giornale ed era in contatto con diverse organizzazioni, tra cui anche la Chiesa Ortodossa Russa.